# Драй-Крик (Аляска)
Драй-Крик (англ. Dry Creek) — статистически обособленная местность в зоне переписи населения Саутист-Фэрбанкс, штат Аляска, США.

## География
Площадь статистически обособленной местности составляет 405,3 км². Драй-Крик расположен к югу от реки Танана, у подножья горного хребта Хорн, недалеко от Аляскинской трассы.

## Население
По данным переписи 2000 года, население обособленной местности составляло 128 человек. Расовый состав: коренные американцы — 0 % и белые — 100,0 %.
Из 37 домашних хозяйств в 54,1 % — воспитывали детей в возрасте до 18 лет, 78,4 % представляли собой совместно проживающие супружеские пары, в 2,7 % семей женщины проживали без мужей, 18,9 % не имели семьи. 13,5 % от общего числа семей на момент переписи жили самостоятельно, при этом 5,4 % составили одинокие пожилые люди в возрасте 65 лет и старше. В среднем домашнее хозяйство ведут 3,46 человек, а средний размер семьи — 3,87 человек.
Доля лиц в возрасте младше 18 лет — 43,8 %; лиц в возрасте от 18 до 24 лет — 4,7 %; от 25 до 44 лет — 29,7 %; от 45 до 64 лет — 14,1 % и лиц старше 65 лет — 7,8 %. Средний возраст населения — 26 лет. На каждые 100 женщин приходится 106,5 мужчин; на каждые 100 женщин в возрасте старше 18 лет — 94,6 мужчин.
Средний доход на домашнее хозяйство — $12 500; средний доход на семью — $10 000. Средний доход на душу населения — $7780.